# Medi actiu
En la tecnologia del làser, el medi actiu és el material on es produeix la inversió de població; és a dir, el medi on s'aconsegueix situar més àtoms en un estat excitat que en l'estat de més baixa energia de la transició electrònica utilitzada en el làser. Aquesta inversió de població s'acostuma a aconseguir aportant energia al medi amb l'anomenat bombament, de forma que no interfereixi amb les transicions implicades en l'emissió làser.
Alguns exemples de medis actius utilitzats en diversos tipus de làsers són:
- alguns cristalls, habitualment dopats amb ions de terres rares (com el neodimi, l'iterbi o l'erbi) o ions de metalls de transició (com el titani o el crom), sovint el granat d'itri i alumini (YAG), l'ortovanadat d'itri (YVO₄) o el safir (Al₂O₃).
- alguns vidres, com vidres de silicats o fosfats, també dopats amb ions actius.
- gasos, com mescles d'heli i neó, nitrogen, argó, monòxid de carboni, diòxid de carboni o vapors metàl·lics.
- semiconductors, com l'arsenur de gal·li (GaAs), l'arsenur d'indi i gal·li (InGaAs) o el nitrur de gal·li (GaN).
- solucions líquides d'alguns colorants.
- un feix d'electrons (en els làsers d'electrons lliures).